# Somogyi György (író)
Somogyi György  (Budapest, 1968. augusztus 14. –) magyar író, forgatókönyvíró.

## Élete
Újpesten született, és ott is nőtt fel. Édesanyja Kis Anna keramikus, apja id. Somogyi György villanyszerelő. Középiskolai tanítványait a Könyves Kálmán Gimnáziumban végezte. Bár már korán érdeklődni kezdett az írás és az újságírás iránt, még osztályújságot is szerkesztett, mégis nyomdászként kezdett dolgozni a Szikra Lapnyomdában. A 90-es évek elején az Isten veled bús hétfő! nevű underground zenekarban gitározott, és zenekarával többször is fellépett a Tilos az Á-ban és az FMK-ban is.
1994-től  nyomdai évek után reklámgrafikusként kezdett dolgozni, ugyanakkor közben elvégezte a Kurír egyéves újságíró iskoláját, valamint a Schilling-Moharos televíziós forgatókönyvíró iskolát. Grafikai munka mellett újságíróként filmkritikákat írt a Filmfórumba, majd az IZÉ magazinba.
Első sci-fi novellája az Átjáró magazinban jelent meg, 2002-ben, Quatzolcoatl címmel. Később a ROHAM magazinban publikált sci-fi témájú írásokat, valamint a Galaktikában jelent meg Történetek a múltból című novellafüzére, amit Julian Wake álnéven jegyzett.
2010-ben a Mediawawe forgatókönyv-pályázatán Isten éltesse Józsi bá'! című áldokumentumfilm-terve a zsűri különdíját nyerte. Rá egy évre már együtt dolgozik Sipos Józseffel a Kaland, majd a Tikos szám című filmeken. Ezután már nem is akar visszamenni reklámgrafikusnak, helyette írásból próbál megélni.
A Kaland című film forgatásán ismerkedik meg Dombrovszky Lindával, akivel később állandó rendező-író párost alkotnak. Mindkettőjüknek fontos téma az öregedés és az idősek helyzete. Első közös filmjük a az Isten veled Józsi bá'! filmtervből írt Hetvenes, ami áldokumentumfilm, egyben maró szatíra az idősek közeljövőben betöltött szerepéről. A film egy fiktív Kelet-Európai országban játszódik, ahol bevezettek egy olyan törvényt, amely szerint mindenkit elaltatnak a 70. születésnapja után. A Hetvenes nagy sikert aratott, több díjat is nyert, többek között a Lagow-i Nemzetközi Filmfesztivál Ezüst Fürt-díját.
Somogyi ezután televíziós sorozatokban, többek között a nagy sikerű Magánnyomozókban dolgozott vezető íróként. Ekkor jelenik meg az első, Dobó Istvánnal közösen írt Kittenberger képregény, amivel következő évben elnyerik az Alfabéta-díjat.
A következő közös filmje Dombrovszkyval a szintén saját ötletből írt 2017-es Kockaember, ami még nagyobb sikert aratott.  29 országban 97 fesztiválon vetítik, és ezekről 38 díjat el is hozott.
Három fia van, jelenleg Dunakeszin él családjával.

## Filmjei
- Ványa bácsi - Buborékkeringő (2025, tévéfilm - Csehov: Ványa bácsi darabja alapján) - Rendezte: Fazakas Péter
- Majdnem menyasszony (2024, romantikus vígjáték, Herczeg Ferenc A Fehér páva c. regénye alapján) - Rendezte. Pacskovszky József
- Az Ország háza (2024, dokumentumfilm - forgatókönyvíró) - Rendezte: Nagy András
- A helység kalapácsa (2023, tévéfilm – forgatókönyvíró) – Rendezte: Dombrovszky Linda
- Béke – A nemzetek felett (2022, dokumentum-játékfilm – forgatókönyvíró, társíró Dombrovszky Linda) – Rendezte: Tősér Ádám
- Kék róka (2022, romantikus vígjáték – forgatókönyvíró, társíró: Pacskovszky József, Herczeg Ferenc színdarabja nyomán) – Rendezte: Pacskovszky József
- Kittenberger – Az utolsó vadászat (2021, dokumentumfilm – forgatókönyvíró)  – Rendezte: Tősér Ádám
- Pilátus (2019, tévéfilm – forgatókönyvíró, társíró: Szélesi Sándor, Szabó Magda regénye alapján) – Rendezte: Dombrovszky Linda
- Marci kertje (2019, animáció – forgatókönyvíró-dramaturg) – Rendezte: Benkovits Bálint
- Don Juan kopaszodik (2019, tévéfilm – forgatókönyvíró, Herczeg Ferenc alapján) – Rendezte: Dombrovszky Linda
- Halálügyész (2019, tévéfilm – forgatókönyvíró) – Rendezte: Novák Tamás
- A kockaember (2017, rövidfilm – forgatókönyvíró) – Rendezte: Dombrovszky Linda
- Hetvenes (2014, rövidfilm– forgatókönyvíró) – Rendezte: Dombrovszky Linda
- Kaland (2011, játékfilm – forgatókönyvíró, Márai Sándor színműve alapján) – Rendezte: Sipos József
- A titkos szám (2011, tévéfilm – forgatókönyvíró, Márai Sándor rádiójáték alapján) – Rendezte: Sipos József

## Sorozatok
- S.E.R.E.G (2024, tévésorozat)
- Tóth János (2018, televíziós sorozat – forgatókönyvíró)
- Zsaruk (2015, televíziós sorozat – vezető író)
- Magánnyomozók (2014, televíziós sorozat – vezető író)

## Képregények
- Kittenberger Extra - A Kezdetek (2024 – író). Rajzolta: Tebeli "Brazil" Szabolcs
- II. Rákóczi Ferenc: Pro Libertate!  (Hősök Tere antológia, 2023 – író, társíró Kun-Béres Anikó) Rajzolta: Vadas Máté
- Kossuth Lajos: A magyar forgószél (Hősök Tere antológia, 2023 – író, társíró Kun-Béres Anikó) Rajzolta: Futaki Attila
- Kittenberger III. A pokol kapujában (2021 – író). Rajzolta: Tebeli "Brazil" Szabolcs
- Kittenberger II. A Hiéna átka (2018 – író). Rajzolta: Tebeli "Brazil" Szabolcs
- Helka 1. – A Burok-völgy árnyai (2018 – író, Nyulász Péter regénye alapján). Rajzolta: Tebeli "Brazil" Szabolcs
- Szt. Márton élete (2016 – író). Rajzolta: Lanczinger Mátyás
- Kittenberger I. Fabriqué en Belgique (2016 – kreátor, író). Rajzolta: Tebeli "Brazil" Szabolcs

## Egyéb művei
- Találj ki! – Hollywoodból (regény, 2020). Társírók: Mészöly Ágnes, Szélesi Sándor, Turbuly Lilla

## Díjai, jelölései
- Kittenberger III. – A pokol kapujában  (író) – 2022 – Alfabéta-díj  (év legjobb magyar képregénye)
- Pilátus (forgatókönyv) 
  - MIFF Awards – Legjobb film
  - MIFF Awards-jelölés – Legjobb forgatókönyv[2]
- Kockaember (író)  – 2017 – As iFF festival – Legjobb forgatókönyv[3]
- Helka (író) – 2019 – Alfabéta-jelölés
- Kittenberger II.  A hiéna átka (író) – 2019 – Alfabéta-jelölés
- Kittenberger I. – Fabriqué en Belgique (író) – 2017 – Alfabéta-díj  (év legjobb magyar képregénye)
- Hetvenes – forgatókönyvíró – 2011 – Zsűri különdíja – Legjobb forgatókönyv – Mediawawe Festival

## Interjúk
- Azt a tragédiát akartuk átadni 2020-ban, amit Szabó Magda egykor megírt – film.hu, 2020.11.06.
- Képregény érettebb közönségnek – kilencedik.hu, 2019.04.30.
- Magyar kalandorok Afrikában: Interjú a Kittenberger alkotóival – 2016.05.06.